# ميلان كويتشي
ميلان كويتشي هو لاعب كرة قدم كندي في مركز الدفاع، ولد في 10 يوليو 1976 في هاميلتون في كندا. شارك مع منتخب كندا تحت 17 سنة لكرة القدم ومنتخب كندا تحت 20 سنة لكرة القدم. أما مع النوادي، فقد لعب مع نادي العقبان البيضاء الصربية ونادي فاسالوندس ونادي مونتريال ونادي هاوغسوند.